# Almind Sogn (Kolding Kommune)
 For alternative betydninger, se Almind Sogn. (Se også artikler, som begynder med Almind Sogn)
Almind Sogn er et sogn i Kolding Provsti (Haderslev Stift).
I 1800-tallet var Viuf Sogn anneks til Almind Sogn. Begge sogne hørte til Brusk Herred i Vejle Amt. Trods annekteringen var Almind og Viuf to selvstændige sognekommuner. Ved kommunalreformen i 1970 blev de begge indlemmet i Kolding Kommune.
I Almind Sogn ligger Almind Kirke.
I sognet findes følgende autoriserede stednavne:
- Almind (bebyggelse, ejerlav)
- Almind Hede (bebyggelse)
- Dons (bebyggelse, ejerlav)
- Møsvrå (bebyggelse, ejerlav)
- Sysselbjerg (areal)